# Liga Deportiva Universitaria de Portoviejo
Liga Deportiva Universitaria de Portoviejo, of kortweg LDU Portoviejo, is een professionele voetbalclub uit Portoviejo, Ecuador. De club werd opgericht op 15 november 1969. De belangrijkste rivaal voor LDU Portoviejo is Manta Fútbol Club. De derby tussen beide teams staat bekend als de Clásico Manabita.

## Geschiedenis
De club werd opgericht in 1969 door een aantal studenten van de Technische Universiteit van Manabí. Een jaar later al, in 1970 kwam de club voor het eerst uit in de Serie A van het Ecuadoraanse voetbal. Sindsdien is de club vele keren gedegradeerd en weer gepromoveerd tussen de serie A en de serie B. In 2008 volgde, na enkele jaren in de serie B, weer promotie naar de hoogste klasse, maar in 2009 degradeerde de club opnieuw

## Stadion
LDU Portoviejo speelt zijn thuiswedstrijden in het Estadio Reales Tamarindos. Het stadion heeft een capaciteit van 18.000 toeschouwers en werd in 1970 in gebruik genomen.

## Erelijst
- Serie B

1972 [A], 1976 [C], 1980 [C], 1992 [A]

## Bekende (oud-)spelers
- Freddy Bravo
- Orly Klinger
- Wilson Macías
- Víctor Mendoza
- Waldemar Victorino